# Na Clachan Aoraidh

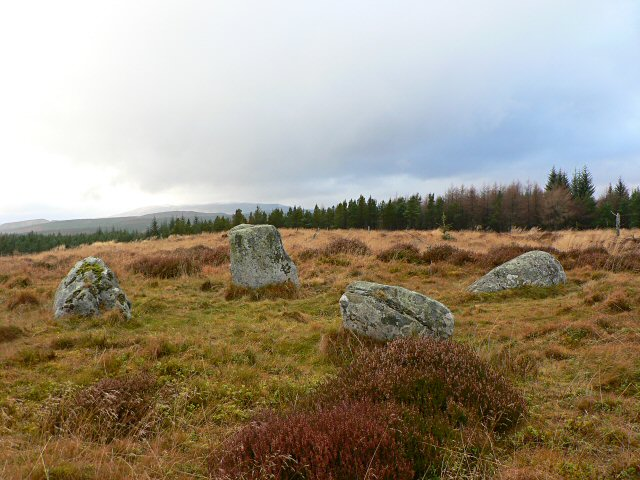
Na Clachan Aoraidh

Na Clachan Aoraidh (deutsch „Die Steine der Anbetung“), auch Na Carraigean Edintean (nach dem Bauernhof Gälisch Aodann ein t-Sithein – deutsch: Das Gesicht des Feen-Hügels), steht etwa 420 m hoch auf dem Kalksteinkamm Cnoc na Craoibhe über dem Loch Tummel und ist ein bronzezeitlicher Vier-Pfosten- oder „Himmelssteinkreis“ in der Nähe von Blair Atholl, westlich von Pitlochry in Perth and Kinross in Schottland.
Die Steine von Na Clachan Aoraidh bilden die Ecken eines Quadrats von etwa 3,0 m Seitenlänge. Der größte Stein ist 1,2 m hoch und steht im Südwesten. Sie stehen auf einer Plattform von 18,0 m Durchmesser, die noch etwa 60 cm hoch erhalten ist. Eine Unterschutzstellung des Umfeldes ist geplant.
Four Poster Stones sind regional begrenzt verbreitet. Sie gehören zu einer Monumentklasse, die aus mindestens vier Menhiren besteht, die die Ecken eines Quadrats oder Rechtecks bilden, so dass der Begriff Kreis (englisch circle) abwegig erscheint. Ausgrabungen zeigten jedoch, dass es sich bei diesen Steinsetzungen um Reste ehemaliger Steinkreise aus der Bronzezeit handelt. Sind mehr als vier Steine erhalten, so ragen die vier Ecksteine von der Größe her heraus. Four Poster Stone Circles werden vor allem in Schottland, besonders in Perthshire gefunden.